# Witim
Witim (ros. Витим) – rzeka w azjatyckiej części Rosji, w Buriacji i obwodzie irkuckim; prawy dopływ Leny; długość 1837 km (z Witimkanem 1978 km); powierzchnia dorzecza 225 tys. km²; średni roczny przepływ u ujścia 2200 m³/s.
Powstaje z połączenia rzek Czyna i Witimkan na Płaskowyżu Witimskim; płynie w kierunku północnym, przełamując się przez Góry Stanowe, następnie w dolinie oddzielającej wyżyny Północnobajkalską i Patomską; uchodzi do Leny, dzieląc się na ramiona. W górnym i środkowym biegu liczne progi; odcinkami spławna; żeglowna na odcinku około 300 km od ujścia (od Bodajbo).
Zamarza od listopada do maja; latem wysokie stany wody; zasilanie deszczowo-śniegowe.
W dorzeczu eksploatacja złóż miki i złota.
Główne dopływy: Karienga, Kałakan, Kałar (prawe); Cypa, Muja, Mamakan, Mama (lewe).
Główne miejscowości nad Witimem: Bodajbo, Mamakan, Mama.
Na prawym brzegu rzeki, w jej górnym biegu, znajduje się Rezerwat Witimski.